# Баничі (станція)
Ба́ничі — проміжна залізнична станція 5 класу Конотопської дирекції Південно-Західної залізниці на допоміжній лінії Макове — Баничі.
Розташована в однойменному селі Глухівського району Сумської області за 19 км від станції Глухів. Станція не обладнана пристроями централізації та автоблокування, виконує суто вантажні операції, в основному обслуговує Глухівський кар'єр кварцитів.
Пасажирський рух на станції відсутній.